# Società Ginnastica Andrea Doria
A Società Ginnastica Andrea Doria, também conhecida como Associazione Calcio Andrea Doria, foi o departamento de futebol do clube poliesportivo do mesmo nome, na cidade de Gênova, Itália.
Criado em 1900, acabou fechando o seu departamento em 1946 após se unir com a Sampierdarenese para formar a Unione Calcio Sampdoria.

## História
Fundado em 1900, fez a sua primeira partida da história no mesmo ano no dia 11 de agosto na cidade de Novi Ligure.
O Andrea Doria estreiou no Campeonato Italiano no dia 9 de março de 1902, quando perdeu de 3-1 para outro clube da cidade, o Genoa.
Um dos jogadores mais importantes do clube naquela época era o Francesco Calì,que chegou no clube no ano de 1902, era um carismático líder para o clube.

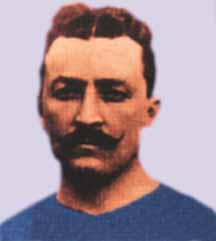
Francesco Calì

O primeiro título do clube veio em 1902 pelo Torneio FGNI que era organizado pela Federazione Ginnastica d'Italia, o torneio acabou sendo compartilhado com o Milan.
O clube jogou o Campeonato Italiano em sequência até o ano de 1927. 
O último campeonato do clube foi a Divisione Nazionale de 1945–46, a primeira vitória do clube veio na sexta rodada contra a Atalanta pelo resultado de 3x0 fora de casa. No fim do Campeonato do Norte da Itália, acabou ficando  em 9º lugar.
Em agosto de 1946, após uma fusão entre o Andrea Doria e a Sampierdarenese foi formado a Sampdoria, que acabou fazendo a extinção do departamento de futebol dos dois clubes.
Em 2020, a Sampdoria fez uma homenagem ao Andrea Doria pelo seus 120 anos e fez uma camisa especial comemorativa para tal ocasião.

## Títulos

### Competição regional
- Primeira Categoria: 1

Liguria 1920-1921

### Outras competições
- Torneio FGNI: 4

1902;1910; 1912; 1913
- Bola de Prata  Henri Dapples: 1

1904

## Cores tradicionais
As cores do clube são azul e branco,cores também presentes no escudo da Sampdoria, para homenagear o Andrea Doria na fusão feita.

## Itens relacionados
- Unione Calcio Sampdoria
- Associazione Calcio Sampierdarenese